# 私娼
私娼（ししょう）は、娼婦のうち公に営業の許可を与えられた公娼（）に対し、公の営業許可を与えられていない者をいう。

## 日本における私娼
日本における私娼の歴史は、必ずしも明らかではない。奈良時代、天平年間（729年 - 749年）に遊行女なるものがあったことが知られ、これを私娼とする向きがある。『万葉集』には、大宰帥大伴卿が都に上るときに卿に侍した遊行女、児島の、「やまと路は雲かくれたりしかれどもわがふる袖をながしと思ふな」という歌もある。のちに娼婦は遊行女のほかに、白拍子、遊女、傾城、傀儡子などに分かれたが、鎌倉時代は遊女と呼ばれるようになった。
それまでは売春はいわば自由業で、取締などが行われた形跡がみえないが、建久4年5月15日（1193年）に、遊女屋および遊女を取り締まるために、源頼朝が里見義成を遊女別当に命じ、諸国に散在する娼婦の訴願を取り裁かせたことが史実に見える（『吾妻鏡』）。
足利氏（室町幕府）は大永8年（1528年）、傾城局をもうけ、竹内新次郎を公事に任じ、娼婦から税金を徴収した。
豊臣時代、天正15年（1587年）、京都柳の馬場に遊廓が設けられ、ここに公娼の営業形態が散娼から集娼へと改められはじめた。
江戸時代、麹町道三町、麹町八丁目、神田鎌倉海岸、京橋柳橋に遊女屋が営まれた。江戸幕府は、散在する遊女屋を特定地域に集合させるために、元和3年（1617年）、日本橋葺屋町界隈に遊郭の設置を許可し、ここを「吉原」と命名した。ここに、公娼と私娼とを区別する公法上の体制が整った。吉原遊廓のほかで売春を行う娼婦を淫売女と称し、要するに公許の場所以外で売春を行う娼婦は私娼である。文久元年（1861年）3月16日、幕府は江戸および関東八州の宿屋料理屋などに対し、私娼を置くことを禁止した。

明治時代以降の私娼
明治維新ののち、1873年（明治6年）12月、公娼取締規則が施行された。ここに警保寮から貸座敷渡世規則と娼妓渡世規則が発令された。娼妓以外で売春をなす者は取締り、処罰された。臨時的娼婦はもちろんのこと、職業的娼婦であっても、娼妓でなければ私娼である。1876年（明治9年）1月27日、東京警視庁は、売淫罰則をさだめた。

銘酒屋の酌婦
大正期になると銘酒屋といわれる私娼宿が都市部を中心に増加し、俗に「私娼窟」と呼ばれて栄えた。主な客層は学生や工場労働者といった低所得者層で、それらが集まる東京で私娼窟が活性化した。東京で最も大きな私娼窟は浅草千束町の私娼窟で、これは公娼である吉原遊郭や浅草の歓楽街のすぐ近くに位置した。そこで酌婦として働いた女性は、公娼である娼妓よりも若年の者や様々な事情から公娼になることができなかった女性が多くいた。1916年には警視庁保安部長の丸山鶴吉の指揮のもと、「私娼撲滅策」といわれる私娼の大検挙が行われた。1923年の関東大震災後には郊外の玉の井、亀戸へ移転し、警察からは黙認されることとなった。この時、警視総監に昇進していた丸山鶴吉が1916年の私娼撲滅は失敗であり、その経験から私娼を完全に淘汰することは不可能であると認識し、黙認するに至ったと公言した。そして以前から私娼として黙認されていた芸者とともに酌婦は警察から規制を受ける代わりに売春を黙認される準公娼となった。黙認後の私娼窟の様子は永井荷風の『断腸亭日乗』や、今和次郎の考現学に記録されており、戦前は非常な賑わいをみせたとされている。
関東近郊では東京のほか公娼廃止を1885年に実施した群馬県に銘酒屋の酌婦が多く存在し、ついで1930年に公娼を廃止した埼玉県に多かったとされる。これらの府県では、東京の遊郭や花街で身売りすることができなかった女性も多く流れていたとされる。